# Kanton Marseille-Saint-Marcel
Der Kanton Marseille-Saint-Marcel war von 1973 bis 2015 ein französischer Wahlkreis im Arrondissement Marseille, im Département Bouches-du-Rhône und in der Region Provence-Alpes-Côte d’Azur. Die landesweiten Änderungen in der Zusammensetzung der Kantone brachten im März 2015 seine Auflösung.
Er umfasste Teile des 11. und 12. Arrondissements von Marseille mit den Stadtteilen:

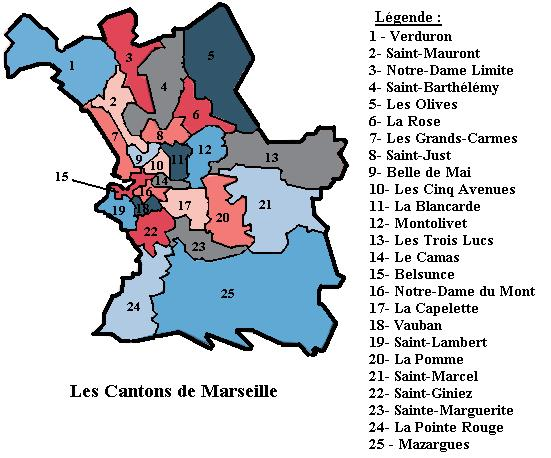
Die Kantonsaufteilung von Marseille bis zum Jahr 2015

- La Barasse
- Les Caillols
- La Millière
- La Pomme
- Saint-Marcel
- La Valbarelle
- La Valentine